# 霍比嶺
73°9′S 165°41′E / 73.150°S 165.683°E
霍比嶺（英語：Hobbie Ridge）是南極洲的山嶺，位於維多利亞地的博克格雷溫克海岸，處於休珀納爾山以南9公里，美國地質調查局根據測量和該國海軍的空中照片繪入地圖。